# Дейвс, Уильям Руттер
Уи́льям Ра́ттер Доз, или ошибочно Уильям Руттер Дейвс (англ. William Rutter Dawes; 19 марта 1799 года, район Хоршем, Западный Суссекс, Англия — 15 февраля 1868 года, Хадденхем, Англия) — английский астроном.

## Биография
Уильям Раттер Доз родился 17 мая 1799 года в Храйстс-госпитале (англ.) в районе Хоршем в Западном Суссексе в семье морского офицера, инженера, астронома и ботаника Уильяма Доза (англ.) и Джудит Раттер.
Являясь священником, Доз проводил подробные измерения двойных звезд, а также наблюдение планет. Был другом известного английского астронома Уильяма Лассела. За Уильямом Дозом закрепилось прозвище «Орлиный глаз» (англ. Eagle Eye). Он создал свою частную обсерваторию в своем доме в Хадденхем (Бакингемшир). Один из его телескопов, восьми-дюймовый рефрактор Кука, до сих пор работает в Кембриджской обсерватории, где он известен как Thorrowgood Telescope.
Получил золотую медаль Королевского астрономического общества в 1855 году.
Известны рисунки Марса, сделанные Дозом во время противостояния 1864 года. На основе этих рисунков в 1867 году Ричард Энтони Проктор составил карты Марса.
В честь Уильяма Раттера Доза названы кратер на Луне, кратер на Марсе и щель в кольце C Сатурна.